# Surprise (Nebraska)
Surprise – wieś w Stanach Zjednoczonych, w stanie Nebraska, w hrabstwie Butler.